# سان خين رع
سانكنري سيوايتو، (بالإنجليزية: Sankhenre Sewadjtu). كان الفرعون الرابع والثلاثون من الأسرة الثالثة عشرة خلال الفترة الانتقالية الثانية. سيوايتو حكم ممفيس، بدءا من 1675 قبل الميلاد و لمدة 3 سنوات و 2 إلى 4 أشهر.